# Le Chalet-à-Gobet
Le Chalet-à-Gobet est une localité suisse située entre 850 et 872 mètres d'altitude, rattachée à la commune de Lausanne, dans le quartier des Zones foraines. Le col du Chalet-à-Gobet, à 872 mètres, permet d'accéder au nord du canton, en direction de Berne, et marque la ligne de partage des eaux entre le bassin versant du Rhône et celui du Rhin.

## Toponymie
Le nom viendrait de Jean Gubet, qui était syndic de Lausanne en 1448.
La localité se nomme Ou Tsalagobé en patois vaudois.

## Activités
Le Chalet-à-Gobet abrite notamment l'École hôtelière de Lausanne, le centre sportif de Mauvernay, une structure de l'EVAM (Établissement vaudois d'accueil des migrants) dans l'ancienne auberge du Chalet-à-Gobet, le Centre mondial de tir à l'arc (World Archery Excellence Centre), inauguré en 2016, deux terrains de golf, à savoir le Golf Club de Lausanne (50 ha comprenant quelque 1600 arbres de 40 espèces) et, sans lien avec ce dernier, le terrain d'entraînement du Golf de Pra-Roman (5 ha), la Société vaudoise de protection des animaux (refuge pour animaux de Sainte-Catherine), ainsi que deux manèges, à savoir le Manège du Chalet-à-Gobet, connu pour ses concours, et un ancien manège de dressage, devenu depuis sa vente un haras strictement privé. 
L'origine du Golf Club remonte aux années 1920 grâce à l'initiative d'Oscar Dollfus. La "société coopérative du Golf de Lausanne" est inscrite au registre du commerce le 18 janvier 1921 et le terrain, aménagé sur un domaine appartenant à la Ville de Lausanne — qui perçoit un loyer annuel 224'000 francs en 2021 — est inauguré en 1922. Vers 1932, le site, primitivement de 9 trous, passe à 18 trous grâce à l'acquisition de nouvelles surfaces. Puis la location de l'ensemble du domaine des Antets en 1958 permet un remaniement complet du parcours. Le nouveau tracé, toujours en vigueur, est inauguré en 1962. Il vaut au Golf Club de Lausanne de se voir attribuer l'organisation du Championnat européen messieurs par équipes en 1971 et du Championnat du monde messieurs par équipes en 1982. Suivent d'autres tournois importants, comme le Championnat européen individuel dames en 2017,.
Le Chalet-à-Gobet est également connu des Lausannois pour ses forêts, les bois du Jorat, pour sa petite piste de ski prisée par les enfants et lugeurs de tous âges, ainsi que pour ses parcours de marche, de course à pied, de VTT et ses possibilités de balades équestres.

## Transports
La localité, traversée par la route principale 1 (route de Berne), est accessible par les lignes des TL 45 Bois Murat (Épalinges) – Chalet à Gobet, Moudon-Gare et 64 Croisettes – Chalet à Gobet / Vulliette ainsi que la ligne de CarPostal 435 Croisette – Thierrens (gare routière).